# 마쓰모토 간타
마쓰모토 간타(일본어: 松本 幹太, 1998년 7월 16일~)는 일본의 축구 선수이다.

## 구단 경력
그는 2021년 J2리그의 몬테디오 야마가타에 입단했다. 2023년 J3리그의 테게바자로 미야자키로 이적했다. 2024년 일본 지역 리그의 베로스크로노스 쓰노로 이적했다.